# Epigynopteryx glycera
Epigynopteryx glycera är en fjärilsart som beskrevs av Louis Beethoven Prout 1934. Epigynopteryx glycera ingår i släktet Epigynopteryx och familjen mätare. Inga underarter finns listade i Catalogue of Life.